# Fußball-Südasienmeisterschaft 2015/Afghanistan
Dieser Artikel behandelt die afghanische Fußballnationalmannschaft bei der Fußball-Südasienmeisterschaft 2015. Afghanistan nahm zum siebten Mal an einer Südasienmeisterschaft und zum ersten Mal als Titelverteidiger teil. Im Finale am 3. Januar 2016 traf Afghanistan zum dritten Mal hintereinander in einem Endspiel der Südasienmeisterschaft auf Indien, zum zweiten Mal nach 2011 wurde das Finale verloren.

## Vorbereitung
Der afghanische Fußballverband gab im Jahr 2014 bekannt, dass sie zur Central Asian Football Federation wechselt. Da aber zunächst keine Zentralasienmeisterschaft geplant wurde, durfte die Nationalmannschaft nochmal an der Südasienmeisterschaft teilnehmen, weshalb es die letzte Teilnahme am Wettbewerb war. Eine gezielte Vorbereitung in Form von Spielen fand nicht statt, da bei der Südasienmeisterschaft keine Qualifikationsrunde ausgetragen wird. Zudem fanden im November 2015 noch Qualifikationsspiele zur Weltmeisterschaft 2018 bzw. zur Asienmeisterschaft 2019 statt.
Am 11. Dezember 2015 begann die Nationalmannschaft mit ihrem Trainingslager in der afghanischen Hauptstadt Kabul, womit erstmals seit über zwei Jahren wieder eine afghanische Fußballnationalmannschaft auf afghanischem Boden trainierte; dieses wurde aber überschattet von einem Terroranschlag der Taliban auf die spanische Botschaft, die sich in der Nähe des Teamhotels befand. Trainer Petar Šegrt, erst seit dem 1. November 2015 im Amt, wäre zurückgetreten, wenn einer seiner Spieler zu Schaden gekommen wäre. Drei Tage später flog die Mannschaft zum zweiten Trainingslager nach Katar, bevor man eine Woche später in Thiruvananthapuram zur Endrunde der Südasienmeisterschaft reiste.

## Kader
Die Tabelle nennt alle Spieler, die im Kader für die Südasienmeisterschaft 2015 vom 23. Dezember 2015 bis zum 3. Januar 2016 standen. Aus dem vorläufigen Kader gestrichen wurden Rohid Samandari (De Spinghar Bazan) und Mustafa Afshar (Shaheen Asmayee). Am 24. Dezember wurde bekanntgegeben, dass Josef Shirdel (ETSV Weiche) und Shabir Isoufi (ASWH) verletzungsbedingt für das Turnier ausfallen; auf die Nachnominierung von Spielern wurde allerdings verzichtet, sodass Afghanistan mit insgesamt 20 Spielern bei der Südasienmeisterschaft antrat.
| Nr.        | Name                     | Verein                 | Geburts- datum | Länderspiel- einsätze | Länderspiel- tore | Spiele | Tore | Vorherige Teilnahmen |
| Tor        | Tor                      | Tor                    | Tor            | Tor                   | Tor               | Tor    | Tor  | Tor                  |
| ---------- | ------------------------ | ---------------------- | -------------- | --------------------- | ----------------- | ------ | ---- | -------------------- |
| 01         | Ovays Azizi              | IF Skjold Birkerød     | 29. Jan. 1992  | 5                     | 0                 | 5      | 0    |                      |
| 22         | Fardeen Kohistani        | Shaheen Asmayee        | 15. Juni 1994  | 4                     | 0                 | 0      | 0    |                      |
| 23         | Hamidullah Haji Abdullah | unbekannt              | 30. Juni 1994  | 0                     | 0                 | 0      | 0    |                      |
| Abwehr     |                          |                        |                |                       |                   |        |      |                      |
| 20         | Mustafa Hadid            | Altona 93              | 25. Aug. 1988  | 28                    | 1                 | 5      | 0    | 2008, 2009, 2013     |
| 03         | Hassan Amin              | 1. FC Saarbrücken      | 12. Okt. 1991  | 8                     | 0                 | 5      | 0    |                      |
| 06         | Anoush Dastgir           | FC Lienden             | 27. Nov. 1989  | 3                     | 0                 | 2      | 0    |                      |
| 13         | Sayed Mohammad Hashemi   | Shaheen Asmayee        | 2. März 1994   | 2                     | 0                 | 5      | 1    |                      |
| 14         | Masih Saighani           | TSV Steinbach          | 22. Sep. 1986  | 1                     | 0                 | 4      | 2    |                      |
| 04         | Roholla Iqbalzadeh       | Byåsen Toppfotball     | 2. Nov. 1994   | 1                     | 0                 | 2      | 0    |                      |
| Mittelfeld |                          |                        |                |                       |                   |        |      |                      |
| 18         | Ahmad Hatifie            | unbekannt              | 13. März 1986  | 25                    | 2                 | 4      | 2    | 2011, 2013           |
| 08         | Faysal Shayesteh         | FC Songkhla            | 10. Juni 1991  | 17                    | 4                 | 5      | 3    |                      |
| 02         | Abassin Alikhil          | Viktoria Aschaffenburg | 19. Apr. 1991  | 17                    | 0                 | 4      | 0    |                      |
| 17         | Mustafa Zazai            | FC St. Pauli II        | 9. Mai 1993    | 15                    | 2                 | 4      | 0    |                      |
| 11         | Norlla Amiri             | Trelleborgs FF         | 23. Aug. 1991  | 6                     | 2                 | 4      | 0    |                      |
| 21         | Kani Taher               | SC Kapellen-Erft       | 4. Apr. 1991   | 4                     | 0                 | 4      | 1    |                      |
| 19         | Omid Popalzay            | Achilles ’29           | 25. Jan. 1996  | 3                     | 0                 | 4      | 2    |                      |
| 44         | Omid Homauoni            | Oqaban Hindukush       | 16. Aug. 1994  | 0                     | 0                 | 2      | 0    |                      |
| Angriff    |                          |                        |                |                       |                   |        |      |                      |
| 07         | Zubayr Amiri             | SC Hessen Dreieich     | 2. Mai 1990    | 7                     | 0                 | 4      | 2    |                      |
| 09         | Khaibar Amani            | SC Hessen Dreieich     | 6. Feb. 1987   | 5                     | 1                 | 5      | 4    |                      |
| 28         | Fardin Hakimi            | Oqaban Hindukush       | 5. Sep. 1995   | 2                     | 0                 | 2      | 0    |                      |
| Trainer    |                          |                        |                |                       |                   |        |      |                      |
|            | Petar Šegrt              | Cheftrainer            | 8. Mai 1966    | 1                     |                   |        |      |                      |
|            | Ali Askar Lali           | Trainerassistent       | 19. Sep. 1959  | 9                     |                   |        |      |                      |
|            | Eric Friedrich Gasp      | Torwarttrainer         |                | 1                     |                   |        |      |                      |

1. 1 2  Angegeben sind nur die Spiele und Tore, die vor Beginn der Südasienmeisterschaft absolviert bzw. erzielt wurden (Stand: 12. November 2015).
2. ↑  Gemeint sind Teilnahmen an vorherigen Südasienmeisterschaften.

Von den sechs Spielern, die in allen fünf Spielen eingesetzt wurden, war neben Torwart Ovays Azizi nur Hassan Amin jeweils über die gesamte Spielzeit im Einsatz.

## Endrunde

### Gruppenphase
Bei der am 16. September 2015 vorgenommenen Auslosung der Endrunde wurde Afghanistan in Topf 1 gesetzt und war damit automatisch Gruppenkopf von Gruppe B, da Indien als Gastgeber als Kopf der Gruppe A fungierte. Zugelost wurden die Malediven, Bhutan und Bangladesch. Auf Bangladesch traf Afghanistan letztmals am 2. Juni 2015, als man sich in Dhaka mit 1:1 trennte. Auch das einzige Aufeinandertreffen bei einer Südasienmeisterschaft endete 2008 unentschieden (2:2). Zudem war Afghanistan für Bangladesch der einzige Gegner in ihrer Geschichte, gegen die sie ungeschlagen geblieben sind (ein Sieg, vier Unentschieden). Bhutan, gegen die Afghanistan bei der Südasienmeisterschaft 2011 ihren bis dahin höchsten Sieg erringen konnte (8:1), war bei der Südasienmeisterschaft 2013 zuletzt Gegner; das Spiel gewann Afghanistan am 2. September 2013 mit 3:0. Gegen die Malediven bestritt Afghanistan beim AFC Challenge Cup 2014 in Malé am 29. Mai 2015 das Spiel um Platz 3 und verlor mit 7:8 nach Elfmeterschießen; bei einer Südasienmeisterschaft traf man dreimal aufeinander (ein Unentschieden, zwei Niederlagen).
Obwohl Afghanistan als Titelverteidiger in das Turnier ging und vor Turnierstart auch die höchste Position in der FIFA-Weltrangliste einnahm, gab es einige Unruhe im Vorfeld des Turniers. So nahmen viele Stammspieler, die noch beim Titelgewinn 2013 dabei waren, aufgrund teaminterner Differenzen (z. B. Zohib Islam Amiri), verletzungsbedingt (Mansur Faqiryar) oder weil sie vom Verein keine Freigabe erhielten (Djelaludin Sharityar), nicht an der Südasienmeisterschaft teil. Die damit verbundene Unerfahrenheit des Kaders und auch die Installation von einem neuen Trainerstab kurz vor Turnierbeginn führte dazu, dass die Mannschaft nicht als Topfavorit auf die Titelverteidigung galt. Nach drei sehr souverän gewonnenen Gruppenspielen änderte sich das jedoch schnell und Afghanistan galt wieder als klarer Titelkandidat.
| Pl. | Land        | Sp. | S | U | N | Tore    | Diff. | Punkte |
| --- | ----------- | --- | - | - | - | ------- | ----- | ------ |
| 1.  | Afghanistan | 3   | 3 | 0 | 0 | 011:100 | +10   | 09     |
| 2.  | Malediven   | 3   | 2 | 0 | 1 | 007:600 | +1    | 06     |
| 3.  | Bangladesch | 3   | 1 | 0 | 2 | 004:700 | −3    | 03     |
| 4.  | Bhutan      | 3   | 0 | 0 | 3 | 001:900 | −8    | 0      |

|                        |   |             |           |
| Mi., 24. Dezember 2015 |   |             |           |
| Afghanistan            | – | Bangladesch | 4:0 (3:0) |
| Fr., 26. Dezember 2015 |   |             |           |
| Bhutan                 | – | Afghanistan | 0:3 (0:2) |
| So., 28. Dezember 2015 |   |             |           |
| Afghanistan            | – | Malediven   | 4:1 (2:1) |

### Finalrunde

#### Halbfinale
|                        |   |           |           |
| Do., 31. Dezember 2015 |   |           |           |
| Afghanistan            | – | Sri Lanka | 5:0 (1:0) |

Bisher gab es sieben Spiele gegen Sri Lanka, von denen fünf gewonnen wurden, eins endete remis und eins ging verloren. Der 5:0-Sieg im Halbfinale bedeutete den höchsten Halbfinalsieg aller Zeiten bei einer Südasienmeisterschaft und überbot damit den bisherigen Rekord der Malediven, die 2009 5:1 ebenfalls gegen Sri Lanka gewannen.

#### Finale
|                     |   |             |                      |
| So., 3. Januar 2016 |   |             |                      |
| Indien              | – | Afghanistan | 2:1 n. V. (1:1; 0:0) |

Mit dem erneuten Finaleinzug Afghanistans und Indiens ereignete sich ein Novum in der Turniergeschichte: erstmals trafen dreimal hintereinander die gleichen Mannschaften in einem Finale aufeinander. Durch die Tore von Zubayr Amiri und Jeje Lalpekhlua ging es in die Verlängerung, wo Sunil Chhetri den Treffer zum 2:1 markierte. In der Folge stand Schiedsrichter Hiroyuki Kimura im Mittelpunkt, da zwei mögliche Elfmeter den Afghanen verwehrt und Trainer Petar Šegrt wegen Meckerns aus dem Innenraum des Stadions verwiesen wurde. Durch die 1:2-Niederlage konnte Afghanistan nach 2011 wieder nicht auf indischem Boden das Finale der Südasienmeisterschaft gewinnen.

## Statistik
- Das Halbfinalspiel gegen Sri Lanka war das 25. Spiel bei der Südasienmeisterschaft für Afghanistan und das 100. Länderspiel insgesamt.
- Afghanistan erreichte als dritte Mannschaft nach Indien und Bangladesch zum dritten Mal in Folge das Finale. Ahmad Hatifie war der erste afghanische Spieler, der in drei Finalspielen  stand.
- Mit dem dritten Finaleinzug belegt Afghanistan mit Bangladesch den dritten Platz der Ewigen Rangliste hinter Indien und den Malediven.
- Mit 17:3 Toren stellte Afghanistan seine beste Trefferquote bei Südasienmeisterschaften und stellte den bei der Südasienmeisterschaft 2013 durch die Malediven aufgestellten Torrekord ein.
- Die 17 afghanischen Treffer verteilten sich auf acht Spieler (Khaibar Amani (4 Tore), Faysal Shayesteh (3 Tore), Masih Saighani, Omid Popalzay, Ahmad Hatifie,  Zubayr Amiri (je 2 Tore), Sayed Mohammad Hashemi und Kani Taher (je 1 Tor)). Damit belegte die Mannschaft in der Rangliste der Mannschaften mit der höchsten Anzahl an Torschützen des Turniers den ersten Platz.
- Omid Popalzay erzielte mit dem 4:1-Entstand gegen die Malediven das 100. Tor der afghanischen Nationalmannschaft.
- Zwei Spieler (Mustafa Hadid und Ahmad Hatifie) gehörten 2013 zu der Mannschaft, die die Südasienmeisterschaft gewann.

## Auszeichnungen
- Khaibar Amani erhielt den Preis als bester Torschütze des Turniers mit vier Toren vor seinem Mannschaftskollegen Faysal Shayesteh (3 Tore).